# 桔井市
桔井是柬埔寨东部桔井省的省会城市。

## 历史
越南在阮朝時期將此城稱為芹制。
1974年4月28日，大批从前线回来的红色高棉战士开进桔井市中心，把轻重机枪摆在街上，对准华人的住宅，限令全市华人立即到农村种田，并拘捕了罪名是煽动华人回国的嫌疑分子100多人，这些人大部分都在受尽酷刑后被处决。该事件史称“桔井事件”。

## 地理
桔井市人口约38,215人，坐落于湄公河岸。这个城市由一个被古老的法国殖民地建筑包围的中央市场所主导。红色的树木沿河岸生长；该镇还包括有白沙沙滩的大岛屿。城市北部的一段河流栖息着一群罕见的短吻海豚。海豚是镇上的主要旅游景观。
2007年，柬埔寨湄公河海豚保护项目（缩写作CMDCP，是世界自然基金会、世界自然保护协会、渔业管理局和柬埔寨农村开发团队（CRDT）的合作项目）进行的一项调查估计，在柬埔寨湄公河上游地区有66至86只海豚。